# Яковлев, Алексей Семёнович
Алексе́й Семёнович Я́ковлев (3 [14] ноября 1773, Санкт-Петербург, Российская империя — 3 [15] ноября 1817, там же) — русский актёр начала XIX века; поэт.

## Биография
Алексей Яковлев — сын костромского купца. Образование получил в приходском народном училище.
Работая в одной из галантерейных лавок Петербурга приказчиком, увлекался поэзией и театром, сочинил пьесу «Несчастный любовник».
Актёрская одарённость Яковлева была замечена И. А. Дмитревским, который начал готовить с юношей несколько ролей.
Дебютировал Алексей Яковлев на Петербургской сцене в императорском театре в 1794 году ролями в пьесах Сумарокова — Оскольда («Семира») и Синава («Синав и Трувор»).
Яковлев быстро вышел на первые места в труппе театра. Он стал первым исполнителем на русской сцене главных персонажей мировой драматургии (пьесы Шекспира, Шиллера, Расина, Вольтера). Исполнял роли в драмах и трагедиях Озерова. Творчеством Яковлева создавались образы людей с богатым душевным миром, жаждущих добра и свободы. Свободолюбие его героев часто приобретало форму презрения к обществу.
Мироощущение Яковлева не могло выразиться в старых, классических формах. Ломая прежние каноны традиций классицизма, он выступал как предшественник нового образа — романтических актёров. Театральная энциклопедия (советское издание) так характеризовала его творчество:
Конфликт между долгом и чувством, составляющий идейную основу классицистской трагедии, чужд Я. Играя свои лучшие роли, Я. выводил на сцену героя, освободившегося и от подчинения отвлеченно трактуемому принципу «долга» и от уверенности в обязательной победе добрых начал. Пытаясь отстаивать свои права, герои Я. исходили из индивидуального самосознания, из правды собственных чувств. Их бунтарство было стихийным, не соединялось с ясной политич. идеей, но шло от демократич. освободит. устремлений времени. Мироощущение Я. не могло выразиться в старых классицистских формах. Актёр порывистой эмоциональности, лирически самоуглублённый и непосредственный, он достигал невиданной ранее (особенно в трагедии) простоты игры и её внутр. драматич. наполнения. Ломая прежние каноны, Я. выступал как предшественник романтич. актёров. … Играя Мейнау («Ненависть к людям и раскаяние» Коцебу), Я. освобождал роль от свойственной ей излишней сентиментальности, подчёркивал одиночество своего героя, раскрывал его самоуглублённую, страстную, неспособную к душевному компромиссу натуру.

Похоронен на Волковском кладбище; в 1936 году перезахоронен в Некрополе мастеров искусств.

## Роли в театре
- «Семира» Сумарокова — Оскольд
- «Синав и Трувор» Сумарокова — Синав
- «Ревнивый» (переводной водевиль) — Дорант
- «Гофолия» Расина — Йодай
- «Танкред» Вольтера — Танкред
- «Китайский сирота» — Чингиз-хан
- «Дидона» Княжнина — Ярб
- «Железная маска» — Юлий
- «Волшебница Сидония» — герцог Фердинанд
- «Чёрный человек» — Джонсон
- «Влюблённый Шекспир» — Шекспир
- «Ненависть к людям и раскаяние» Коцебу — Мейнау
- «Фингал» В. А. Озерова (1805)
- трагедия «Димитрий Донской» В. А. Озерова (1807),
- трагедия «Поликсена» В. А. Озерова (1809), Агамемнон
- «Отелло, или Венецианский мавр» Шекспира (перевод Вельяминова с французской переделки Дюси, 1806) — Отелло, первый исполнитель на русской сцене
- «Леар» (переделка Н. И. Гнедича «Короля Лира» Шекспира, 1807) — Эдгард, первый исполнитель на русской сцене
- «Гамлет» (пьеса С. И. Висковатова на основе одноимённой пьесы Шекспира, 1810) — Гамлет, первый исполнитель на русской сцене.
- «Царь Эдип» А. Н. Грузинцева, 1812
- «Разбойники» Шиллера, 1814 — Карл Моор, первый исполнитель на русской сцене